# Ester Peony
Ester Peony, sz. Ester Alexandra Crețu (Câmpulung, 1993. július 21. –) román-kanadai énekesnő. 2019-ben Romániát képviselte az Eurovíziós Dalfesztiválon az On a Sunday című dallal.

## Élete
Montréalban nőtt fel.

### Karrierje
2019. február 17-én a Selecția Națională romániai dalverseny résztvevője volt, amit megnyert. Ennek eredményeként ő képviselte az országot a Tel-Avivban rendezett Eurovíziós Dalfesztiválon, azonban nem jutott tovább az elődöntőből.

## Diszkográfia

### Kislemezek
- 2019:  On a Sunday